# Jasnota gajowiec

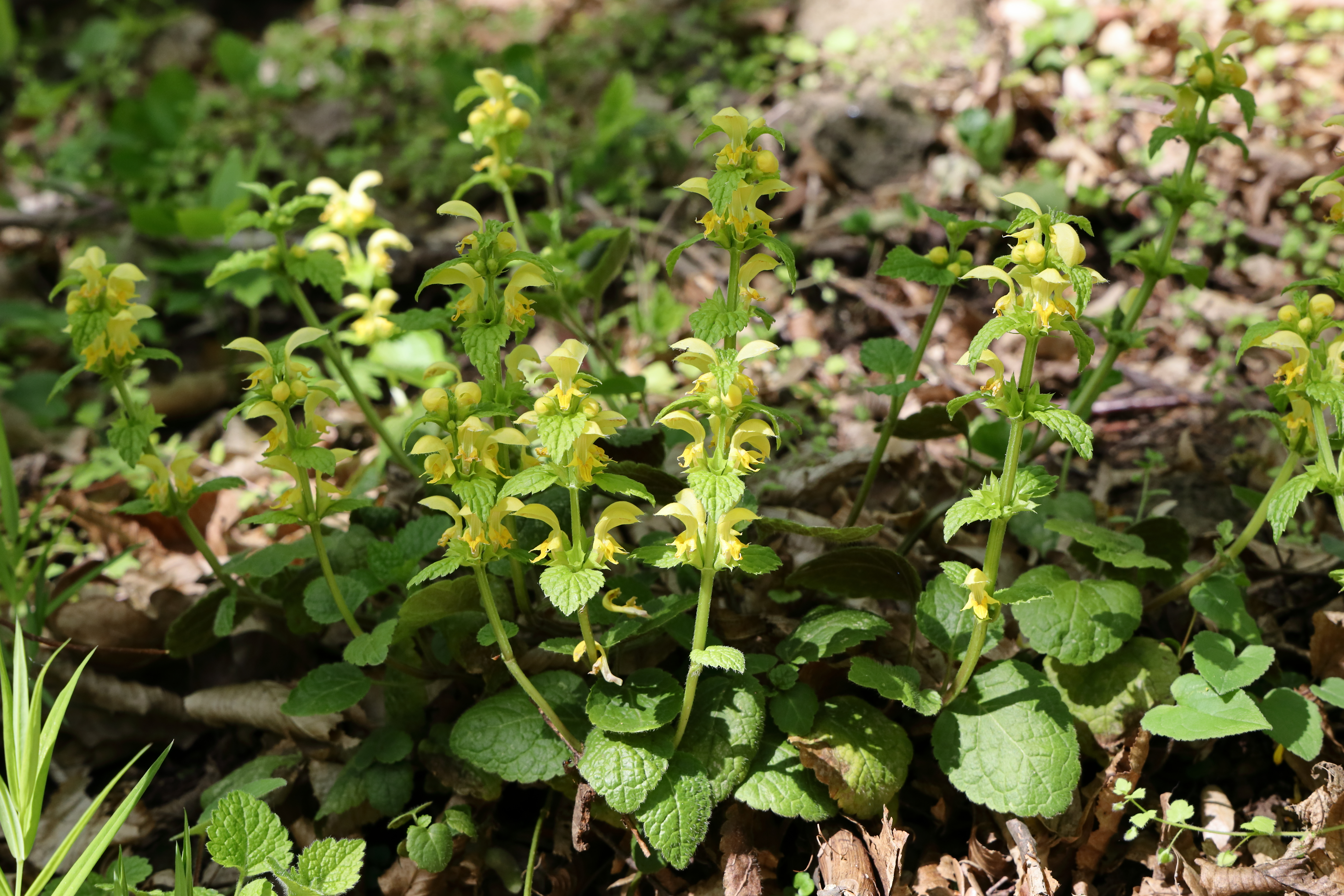
Pokrój w czasie kwitnienia

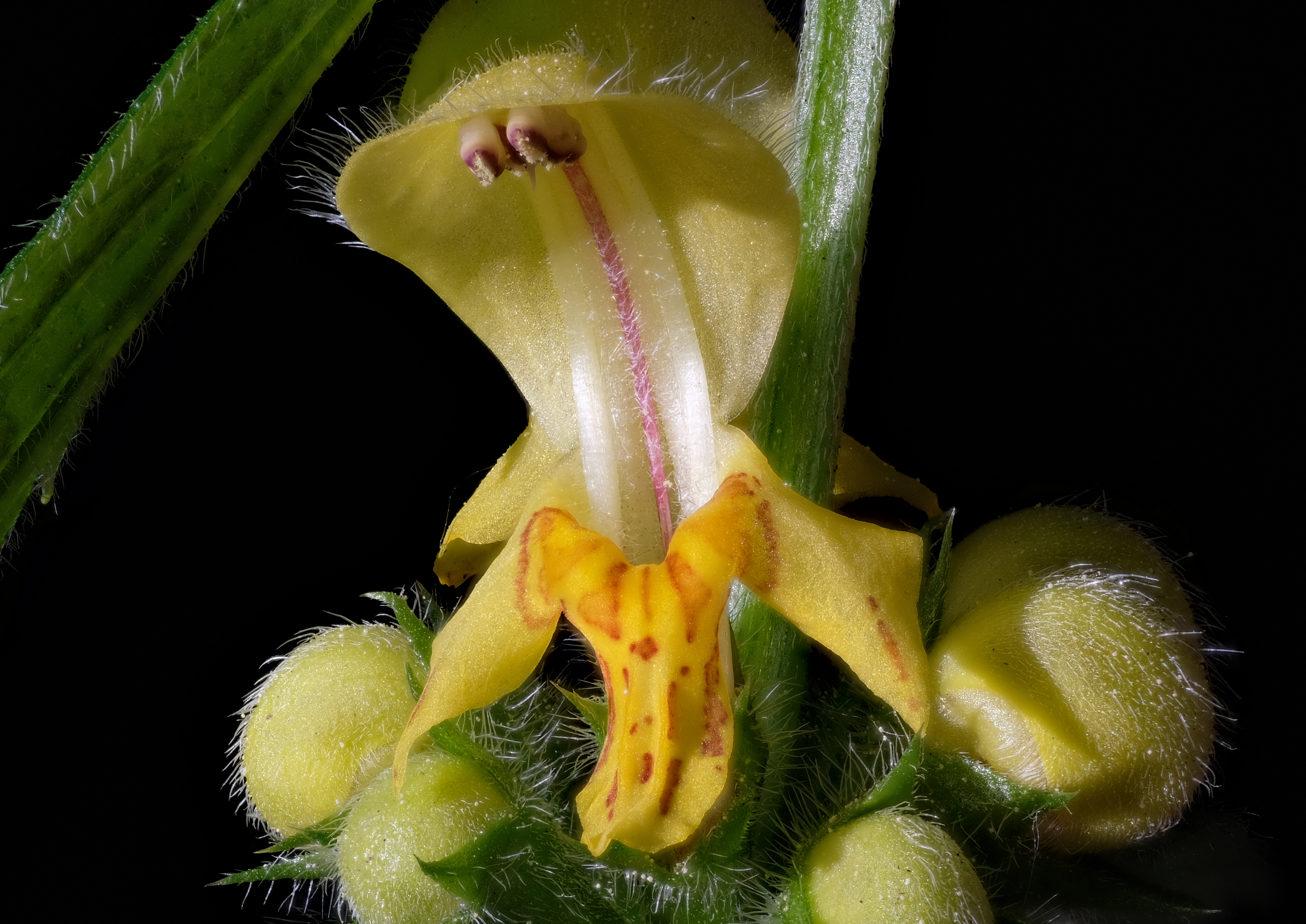
Kwiat

Jasnota gajowiec, gajowiec żółty, rzadziej zwany też ziejcem (Lamium galeobdolon (L.) L.) – gatunek rośliny wieloletniej z rodziny jasnotowatych. W zależności od ujęcia systematycznego zaliczany jest do rodzaju jasnota Lamium lub wyodrębniany jest do osobnego rodzaju gajowiec Lamiastrum lub Galeobdolon. Występuje w lasach liściastych w Europie i Azji. W Polsce jest rośliną szeroko rozpowszechnioną. 

## Rozmieszczenie geograficzne
Występuje w Europie i Azji. Północna granica jego zasięgu biegnie przez środek Anglii, północną Szwecję, Estonię, wschodnia przez Ural, środkową Rosję i Kaukaz, południowa przez środek Hiszpanii i dalej wzdłuż Morza Śródziemnego. Na wschodzie sięga po zachodnią Syberię i Iran. 
W Polsce występuje pospolicie na całym niżu i w górach.

## Morfologia
PokrójRoślina zielna z gałęzistym kłączem i płożącymi się rozłogami, z łodygami kwiatonośnymi wzniesionymi lub podnoszącymi się, osiągającymi zwykle do 45 cm wysokości, oraz z płonnymi łodygami ścielącymi się po powierzchni i zakorzeniającymi się w węzłach. Łodygi są czterokanciaste, słabo owłosione.
LiścieNaprzeciwległe, długoogonkowe, ale wyższe liście niemal siedzące. Blaszki sercowatojajowate, zaostrzone, grubo i nierówno piłkowane, krótko owłosione. Z górnej strony ciemnozielone, często z białymi plamami.
KwiatyGrzbieciste, wyrastają zwykle po 6 (rzadziej do 10) w nibyokółkach w kątach górnych liści. Kielich ma lancetowate ząbki, żółtego koloru. Korona z prawie prostą rurką, zrosłopłatkowa, wyraźnie dwuwargowa. Dolna warga ma trzy wyraźne klapki i wewnątrz brunatną plamę, górna warga ma długie włoski. Pręciki dwusilne, z żółtymi i nagimi pylnikami dojrzewają równocześnie ze słupkiem. Przy podstawie zalążni znajduje się pierścieniowaty miodnik.
OwoceZ każdego kwiatu powstają cztery ucięte na szczycie, czarne rozłupki, otoczone trwałym kielichem.

## Biologia i ekologia
Bylina, chamefit niezdrewniały. Kwitnie od kwietnia do czerwca. Tylko duże gatunki trzmieli, o długim aparacie gębowym mogą się do niego dostać, przy okazji dokonując zapylenia krzyżowego. Mniejsze trzmiele i pszczoły, aby dostać się do nektaru, nadgryzają rurkę korony, nie dokonując przy tym zapylenia. Nasiona rozsiewane są przez wiatr i wabione przez elajosom mrówki (myrmekochoria). 
Wymaga gleb żyznych i nieco wilgotnych, tworzących się zwykle na słabo zakwaszonych glinach lub na piaskach gliniastych. Rośnie w lasach liściastych i zaroślach. W górach występuje aż po piętro kosodrzewiny. Gatunek charakterystyczny dla O. Fagetalia.

## Systematyka

### Pozycja systematyczna
Nazwa Galeobdolon zaproponowana została dla rodzaju obejmującego gajowca żółtego po raz pierwszy przez Johanna Jakoba Dilleniusa w 1719, tj. należy ona do tzw. nomenklatury przedlinneuszowskiej – nie powinna być uznawana jako ważna zgodnie z międzynarodowym kodeksem nomenklatury botanicznej. Po publikacji przez Karola Linneusza Species Plantarum (1753) oficjalna nazwa dla rodzaju – Lamiastrum Heister ex Fabricius opublikowana została w 1759. Zważywszy na chronologię wydarzeń nazwa Galeobdolon należy do zbędnych (nomen superfluum), a Lamiastrum powinno być nazwą ważną. W praktyce obie nazwy są często stosowane przez różnych autorów kwalifikujących gatunek gajowca żółtego w samodzielnym, odrębnym rodzaju. Alternatywą do takiego ujęcia systematycznego jest włączanie tego gatunku do rodzaju jasnota Lamium.
Argumenty za wydzieleniem gatunku w osobnym rodzaju dotyczą głównie istotnych różnic morfologicznych między Lamiastrum/Galeobdolon a rodzajem Lamium. Należą do nich: żółty kolor korony gajowca, podczas gdy jasnoty (w wąskim ujęciu) mają korony białe, różowe lub fioletowe; dolna warga korony składa się z trzech podobnych wielkością łatek u gajowca i dużej łatki środkowej oraz małych lub całkiem zredukowanych łatek bocznych u jasnoty; łatki korony gajowca są podługowate do trójkątnych, podczas gdy u jasnot łatka środkowa jest sercowata lub szerokojajowata. Znaczenie różnic morfologicznych między tymi dwoma rodzajami wzmacnia to, że są one istotniejsze od różnic diagnostycznych między wschodnioazjatyckim rodzajem Matsumurella a gajowcem, sprowadzających się do kształtu łatek bocznych korony (zaokrąglonych u gajowca i zaostrzonych u Matsumurella).
Analizy molekularne zarówno nad plastydowym DNA, jak i DNA jądrowym, wskazują jednak na bardzo bliskie pokrewieństwo Lamiastrum/Galeobdolon i Lamium i ich autorzy skłaniają się w efekcie do łączenia ich jako jeden rodzaj Lamium. Bliskie pokrewieństwo nie oznacza jednak zagnieżdżenia Lamiastrum/Galeobdolon w obrębie kladu Lamium (co rozstrzygałoby definitywnie problem) – gajowiec zajmuje pozycję bliską, ale siostrzaną względem Lamium. Autorzy i bazy taksonomiczne kładące nacisk na wnioski z badań molekularnych w efekcie zaliczają gajowca do rodzaju Lamium, a autorzy preferujący ujęcia tradycyjne raczej wyróżniają go jako osobny rodzaj (Lamiastrum lub Galeobdolon).

### Zmienność
W obrębie gatunku wyróżniane są cztery podgatunki, które bywają też podnoszone do rangi odrębnych gatunków. Badania molekularnie nie uzasadniają nadawania tym taksonom rangi gatunkowej – są bardzo blisko spokrewnione.
- Lamium galeobdolon subsp. galeobdolon – kwiaty zebrane po 2–8 w nibyokółkach, środkowe podsadki szerokosercowate i głęboko karbowane. Liście łodygowe przeważnie plamiste, łodygi kwiatowe wyraźnie kanciaste, owłosione tylko u nasady na kantach. Wysokość 15–40 cm. W Polsce pospolity[10].
- Lamium galeobdolon subsp. argentatum (Smejkal) J.Duvign. – w Polsce uprawiany jako roślina okrywowa zwłaszcza na cmentarzach[15].
- Lamium galeobdolon subsp. flavidum (F.Herm.) Á.Löve & D.Löve
- Lamium galeobdolon subsp. montanum (Pers.) Hayek – kwiaty zebrane po 9–20 w nibyokółkach, środkowe podsadki wąskolancetowate i ząbkowane. Pędy gęsto owłosione i w nasadzie słabo kanciaste, zimą usychające. Wysokość 30–80 cm. Takson w Polsce rzadki[10].

## Zastosowanie
Rośliny tego gatunku są uprawiane jako ozdobne, szczególnie jako okrywowe, nadają się też na rabaty. Najlepiej rosną w półcieniu pod drzewami, na żyznej i próchnicznej glebie. Tworzą zwarte kobierce, są ekspansywne, za pomocą kłączy i rozłogów rozrastają się i mogą zagłuszać inne rośliny, dlatego też najlepiej jest oddzielać ten gatunek od innych roślin obrzeżami wkopanymi w ziemię. W uprawie istnieje wiele kultywarów, np. 'Florentinum' o liściach ze srebrzystymi plamami, 'Hermann’s Pride' o wąskich liściach ze srebrnymi smugami i plamami. Rośliny te rozmnaża się łatwo poprzez podział kłącza, można też przez wysiew nasion wprost do gruntu (wczesną wiosną).